# Taktikon de l'Escorial

Le Taktikon de l'Escorial ou Taktikon Oikonomidès (d'après Nicolas Oikonomidès, qui l'édita en premier) est une liste de positions, charges et titres byzantins composée à Constantinople vers 971–975 ou 975–979,,. Cette liste énumère entre autres les commandants (strategoi) de la frontière orientale de l'Empire byzantin lors des guerres arabo-byzantines, ainsi qu'une série de fonctions judiciaires (thesmophylax, kensor, mystographos, exaktor, hypatos).